# Глибокий Яр
Глибо́кий Яр (до 1945 року — Улакли́, крим. Ulaqlı) — село в Україні, у Бахчисарайському районі Автономної Республіки Крим. Підпорядковане Скалистівській сільській раді. Розташоване на сході району.
В селі знаходиться мечеть Улакли Джамісі (крим. Ulaqlı Camisi).

## Географія
Село розташувалося в долині між Зовнішнім і Внутрішнім пасмами Кримських гір у центральній частині району, за кілометр від 27-го кілометра шосе Бахчисарай — Сімферополь, за 5 км від райцентру. Найближча залізнична станція — Самохвалове за 1,5 кілометра. Висота над рівнем моря 235 м. Найближче село — Севастянівка — за 4 кілометри.

## Назва
Історична назва села Улакли зазвичай пов'язується з кримськотатарською словом ulaq- «козеня». У цьому випадку його можна перекласти як «козеняче», «з козенятами». У половецькій мові, поширеній у передгірному Криму в Середні віки, однак, це слово позначало дитинча взагалі. У багатьох інших тюркських мовах (азербайджанська, казахська, татарська) слово ulaq має значення «перекладний», «змінний кінь». Не можна виключати можливість зв'язку назви села і з цим словом.

## Історія
У селі, згідно з різними джерелами (наприклад, «Таріх-і Сахіб Гіра» Раммал-Ходжі, XVI століття), розташовувалася одна із заміських резиденцій кримських ханів (точне місце розташування невідоме), побудована, за «Короткої історії Кримських ханів», в 1654 або 1665 у Мехмедом IV Гераєм . Крім неї, у селі до початку XX століття існували мечеть і медресе, будівництво яких приписувалося першому незалежному ханові Криму Хаджі Ґераю (1441–1466).
Уперше письмово село згадується в кадіаскерській справі 1679, причому відповідачем фігурує вірменський прихід (ехаілі) Улакли.
Саме село Улакли лежало на півтора кілометра на схід від нинішнього, трохи вище в гори, у захищеній від вітрів балці. Там донині збереглися кілька житлових будинків. Основну частину населення села складали до XVIII століття кримські греки-уруми.
До 18 вересня 1778 215 жителів села, згідно з Відомостями про виведених з Криму до Приазов'я християн А. В. Суворова, були депортовані в Приазов'я, де заснували однойменне село Улакли, нині в Великоновосілківському районі Донецької області .
У Камеральному Описі Криму 1784 року вказано, що після виселення залишилося … порожніх християнських будинків, 54. З числа цих будинків 37 зруйновані, а 17 цілі. З Опису також відомо, що село належало Муфтію Апралик кадилику Бахчисарайського каймакаму.
У складі Російської імперії з 8 лютого 1784 року адміністративно входило до складу Актачинської волості Сімферопольського повіту Таврійської області Новоросійської губернії. До правління Павла I Таврійська область була скасована, а повіти перетворені на один — Акмечетський, після смерті Павла, з 8 (20) жовтня 1802 року, область, у статусі Таврійської губернії, була відновлена, як і повіти.
У 1805 році була складена Відомість про всі селища, що в Сімферопольському повіті наявні…, за якою в селі Улакли у 18 дворах було 73 кримських татарина та 5 ясир (ясир — бранець, невільник, мабуть, це були нащадки полонених).
На військовій мапі 1817 року в селі записано 20 дворів.
У результаті реформи 1829 року Улакли приписали до Дуванкойської волості і на карті 1842 року Улакли позначена умовним знаком «мале село», а пізніше село почало рости і в «Списку населених місць Таврійської губернії за відомостями 1864» в Улакли записані 1958 мешканців у 9 дворах (На військовій карті 1865 року дворів 15. За результатами Х ревізії 1887 року в «Пам'ятній книзі Таврійської губернії 1889 р» в Улакли вже 274 жителя в 50 будинках, а на військовій карті 1890 а — 25 дворів з кримськотатарським населенням.

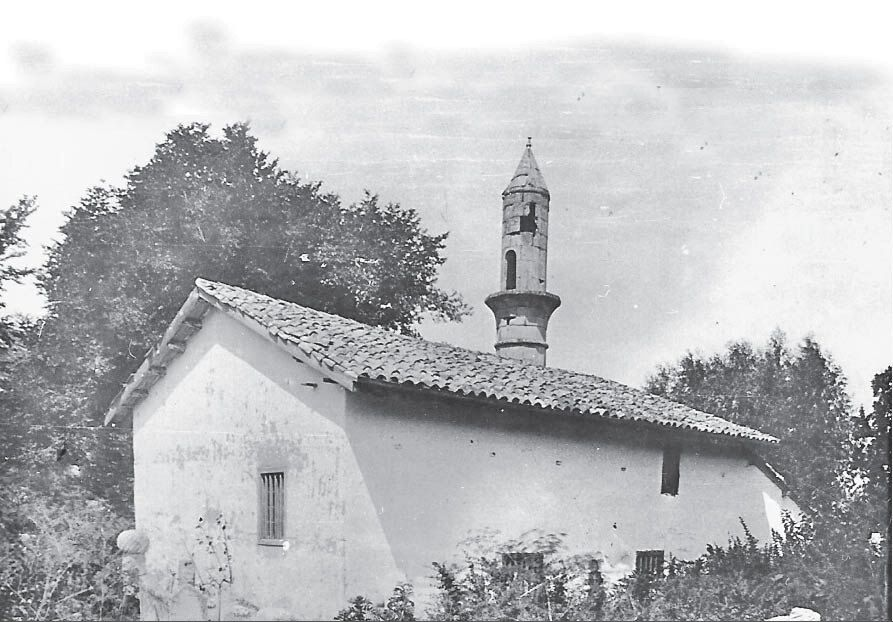
Мечеть Улакли Джамісі XVI століття, 1890-ті роки.
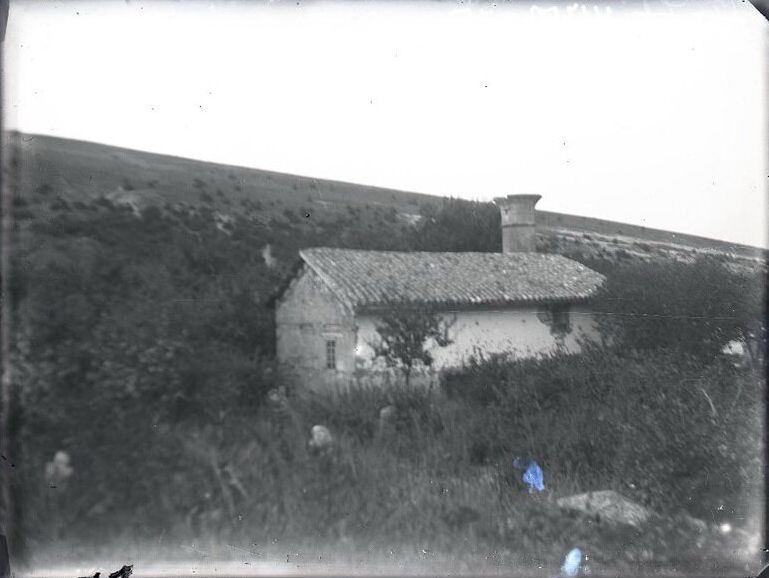
Мечеть Улакли Джамісі XVI століття, 1928 рік.
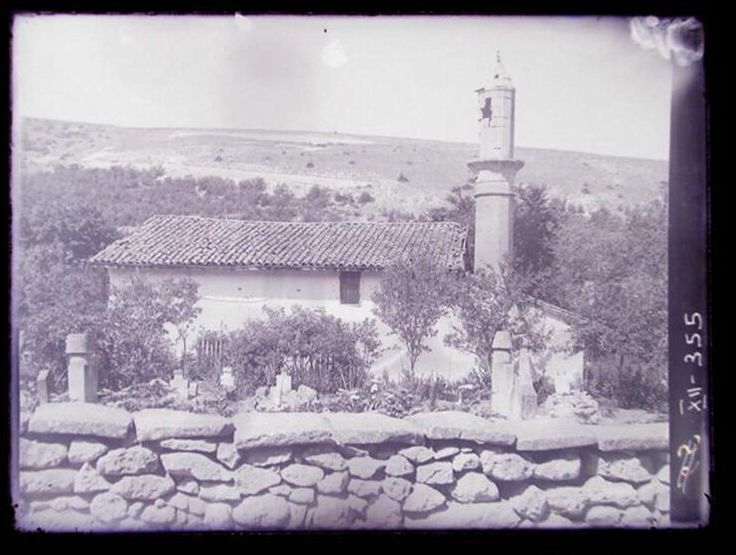
Мечеть Улакли Джамісі XVI століття, 1925 рік.
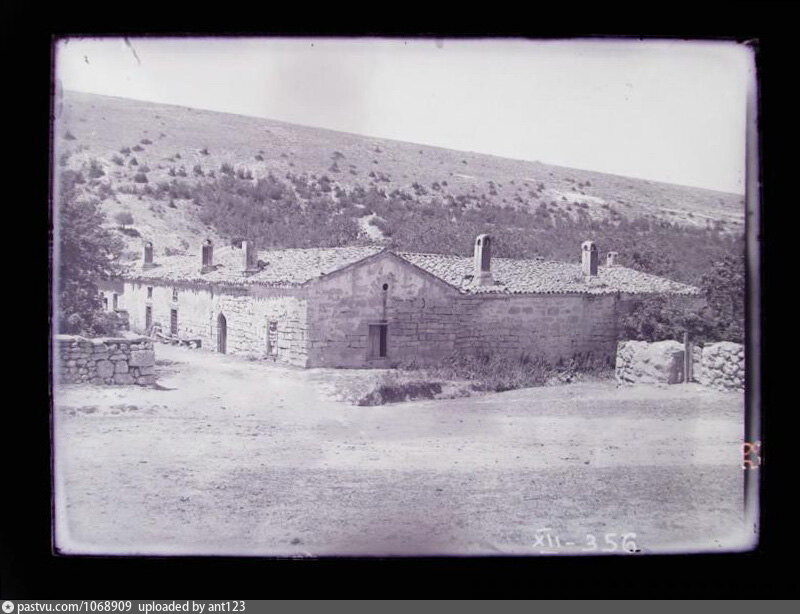
Медресе, XVI століття, 1929 рік.
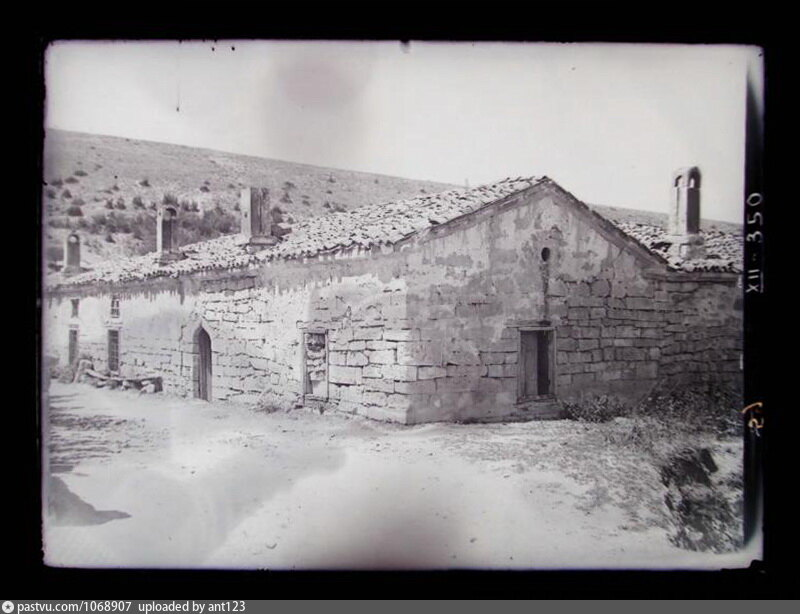
Медресе, XVI століття, 1929 рік.

У роки Другої світової війни, згідно з Постановою ДКО № 5859 від 11 травня 1944 року 18 травня 1944 а всі кримські татари з Улакли були виселені в Центральну Азію, а 20 червня того ж року та ж доля спіткала місцевих греків, а в порожні будинки заселили колгоспників з Орловської та Брянської областей Росії. Згідно з указом Президії Верховної Ради РРФСР 21 серпня 1945 року село Улакли було перейменовано в Глибокий Яр, а Улаклинску сільраду — в Глибокоярську. У 1960-х роках місцева влада була скасована і село приєднали до Скалистівської сільради.

## Динаміка чисельності населення
- 1805 — 68 ос. (63 кримських татар)
- 1926 — 225 ос. (Усі кримські татари)
- 1939 — 170 ос.
- 1989 — 568 ос.
- 2001 — 618 ос.

## Економіка
Поблизу села розташовується кар'єр з видобутку альмінського вапняку, на якому працюють багато місцевих жителів. Вивіз будівельного каменю здійснюється через станцію Самохвалове.